# Gai Marci Censorí
|  | Aquest article tracta sobre el polític romans del període dels Gracs. Vegeu-ne altres significats a «Gai Marci Censorí (cònsol 8 aC)». |

Gai Marci Censorí (en llatí Caius Marcius Censorinus) va ser un polític i militar romà. Formava part de la gens Màrcia, i de la família dels Censorí, d'origen plebeu.
Va ser un dels dirigents principals del partit popular romà. Se'l menciona per primer cop com a acusador de Sul·la a la seva tornada d'Àsia l'any 91 aC. L'any 87 aC va entrar a Roma junt amb Gai Mari i Luci Corneli Cinna i va ser un dels protagonistes de les matances que van seguir. Va ser ell qui va matar el cònsol Gneu Octavi, al que va tallar el cap que va portar a Cinna, el qual va ordenar que es pengés als Rostra, al Fòrum.
Va participar en la guerra contra Sul·la l'any 82 aC i va dirigir un dels exèrcits dels populars. Va patir una derrota enfront de Pompeu prop de Sena. Va ser enviat després amb vuit legions al cònsol Gneu Papiri Carbó per intentar deslliurar a Gai Mari el jove, assetjat a Praeneste però en el camí va ser emboscat per Pompeu i va tenir moltes baixes. Molts dels seus homes van desertar i només li van restar set cohorts amb les que es va poder reunir amb Carbó que no va tardar a sortir d'Itàlia, i Censorí es va unir a les forces de Brut Damasip i de Carrines, i després d'un nou intent sense èxit de fer aixecar el setge de Praeneste, es van dirigir a Roma, amb l'esperança d'assaltar-la, perquè tenia pocs homes i poques provisions. Però després d'una terrible batalla, van ser derrotats per Sul·la prop de la porta Col·lina.
Censorí i Carrines van fugir però van ser capturats i entregats a Sul·la que els va condemnar a mort i els seus caps van ser llençats per damunt de les muralles de Praeneste per informar a Mari el Jove del destí dels seus amics. Ciceró diu de Marci Censorí que era un dels millors oradors del seu temps i molt versat en literatura grega.